# Sanditon (serie de televisión)
Sanditon es una serie de televisión de drama histórico británico adaptada por Andrew Davies a partir de un manuscrito inacabado de Jane Austen y protagonizada por Rose Williams, Theo James y Ben Lloyd-Hughes. Ambientada durante la era de la Regencia, la trama sigue a una heroína joven e ingenua mientras navega por el nuevo balneario de Sanditon.
Debido a la naturaleza inconclusa de la novela (Austen completó solo once capítulos), el trabajo original se usó durante la mayor parte del primer episodio y luego Davies usó los personajes desarrollados para completar la historia. La novela está ambientada en un pueblo costero durante una época de cambio social. En el momento de su muerte en 1817, Austen había completado 24.000 palabras de la novela.
La serie se emitió por primera vez en ITV en el Reino Unido el 25 de agosto de 2019 en ocho partes, y en los Estados Unidos el 12 de enero de 2020 en PBS, que apoyó la producción como parte de su antología Masterpiece. Se encargaron una segunda y una tercera serie en mayo de 2021, como parte de una colaboración entre PBS y BritBox, y ITV adquirió la serie para su posterior transmisión lineal.

## Sinopsis
Un accidente trae a Charlotte Heywood a Sanditon, un balneario en la cúspide de un cambio dramático. Enérgica y poco convencional, Charlotte inicialmente está ansiosa por experimentar todo lo que la ciudad tiene para ofrecer, pero luego se sorprende por sus intrigantes y ambiciosos habitantes y se intriga por los secretos que comparten. Cuando Charlotte es franca y sin tacto sobre la familia del entusiasta empresario Tom Parker, inmediatamente choca con su apuesto pero salvaje hermano menor, Sidney. En medio de los pretendientes rivales y el peligro inesperado, ¿podrán Charlotte y Sidney ver más allá de los defectos del otro y encontrar el amor?[cita requerida]

## Personajes

### Principales
- Rose Williams es Charlotte Heywood
- Kate Ashfield es Mary Parker
- Crystal Clarke es Georgiana Lambe
- Turlough Convery es Arthur Parker
- Jack Fox es Sir Edward Denham
- Kris Marshall es Tom Parker
- Anne Reid es Lady Denham
- Lily Sacofsky es Clara Brereton
- Charlotte Spencer es Esther, Lady Babington

#### Temporada 1
- Theo James es Sidney Parker
- Alexandra Roach es Diana Parker
- Matthew Needham es Mr. Crowe
- Mark Stanley es Lord Babington
- Leo Suter es James Stringer

#### Temporada 2
- Maxim Ays es Captain William Carter
- Frank Blake es Captain Declan Fraser
- Rosie Graham es Alison Heywood
- Ben Lloyd-Hughes es Alexander Colbourne
- Alexander Vlahos es Charles Lockhart
- Tom Weston-Jones es Colonel Francis Lennox

#### Temporada 3
- Sophie Winkleman es Lady Susan
- Liam Garrigan es Samuel Colbourne
- Emma Fielding es Lady Montrose
- Edward Davis es Lord Harry Montrose
- Alice Orr-Ewing es Lydia Montrose
- Cai Brigden es Ralph Starling
- James Bolam es Rowleigh Pryce